# George Bizos
George Bizos (Vasilitsi, Grecia; 14 de febrero de 1927-Johannesburgo, Sudáfrica; 9 de septiembre de 2020), fue un abogado de los derechos humanos sudafricano. Representó a Nelson Mandela durante el proceso de Rivonia.

## Biografía
Creció en la aldea rural de Vasilitsi, en Grecia, su padre Antoni, era alcalde de la aldea. A sus trece años, escapó junto a su padre y 7 soldados neozelandeses de la Grecia continental ocupada por las Fuerzas del Eje, originalmente con intención de llegar a Creta, cambiaron su dirección hasta Alejandría, en Egipto. En agosto de 1941, fueron evacuados a Durban.
Se incorporó al colegio de abogados de Johannesburgo en 1954. En 1963 formó parte de un equipo de abogados que defendió durante el Proceso de Rivonia a Nelson Mandela, Govan Mbeki y Walter Sisulu, entre otros. Se le atribuye la adición de la frase "si es necesario" al discurso pronunciado por Mandela llamado Estoy dispuesto a morir, lo cual sirvió para evitar la impresión de que Mandela incitaba al tribunal a imponer la pena de muerte.
Representó a la familia de Steve Biko y de Chris Hani. Participó en la Comisión para la Verdad y la Reconciliación. Defendió en 2004 a Morgan Tsvangirai, quien había sido acusado de conspirar para asesinar a Robert Mugabe.
En 1994 la Universidad de KwaZulu-Natal le otorgó un doctorado honorífico en leyes. Fue galardonado con la Orden al Servicio Meritorio de plata en 1999.